# Immetalia
Immetalia là một chi bướm đêm thuộc họ Noctuidae.

## Loài
- Immetalia bernsteinii Vollenhoven, 1863
- Immetalia celebensis Rothschild, 1896
- Immetalia cyanea Rothschild, 1896
- Immetalia eichorni Rothschild & Jordan, 1901
- Immetalia longipalpis Kirsch, 1877
- Immetalia meeki Rothschild, 1896
- Immetalia saturata Walker, [1865]